# Joakim Brischewski
Joakim Brischewski es un deportista sueco que compitió en remo. Ganó dos medallas de plata en el Campeonato Mundial de Remo, en los años 1991 y 1992.

## Palmarés internacional
| Campeonato Mundial | Campeonato Mundial | Campeonato Mundial | Campeonato Mundial  |
| Año                | Lugar              | Medalla            | Prueba              |
| ------------------ | ------------------ | ------------------ | ------------------- |
| 1991               | Viena (Austria)    | Medalla de plata   | Cuatro scull ligero |
| 1992               | Montreal (Canadá)  | Medalla de plata   | Cuatro scull ligero |